# Spiel an Bord
Pour plus de détails, voir Fiche technique et Distribution.
Spiel an Bord (en français, Jeu à bord) est un film allemand réalisé par Herbert Selpin, sorti en 1936.

## Synopsis
Dans le port de Bremerhaven, les passagers montent à bord du Bremen qui les amènera en Amérique. On joue de la musique sur le quai, à bord l'orchestre interprète Muss i denn. Pendant ce temps, le jeune Viktor Müller attend dans sa voiture jusqu'à ce qu'elle soit soulevée par une grue. Deux hommes élégamment habillés observent les passagers ; ce sont des escrocs à la recherche de leurs victimes. Le marquis de la Tours et le baron von Western montent à bord. Ils voient un petit homme confus et excité, Black, un secrétaire qui cherche son patron. Il s'agit de Corner, un industriel américain millionnaire, qui voyage incognito sous le nom de Miller.
Viktor Müller est maintenant un passager clandestin. C'est pourquoi il cherche un coin où rester inaperçu. Le marquis de la Tours et le baron von Western découvrent M. Henning qui voyage avec sa fille Astrid. Ils flairent une proie facile et essaient de gagner sa confiance. De la Tours raconte à Henning qui veut vendre sa collection de timbres qu'il connaît Corner et son intérêt pour les timbres. Il espère ainsi faire croire à une commission.
Mr. Corner alias Miller et Viktor Müller deviennent amis pendant la traversée, à l'occasion de leur similitude de nom. De la Tour tombe dans le piège de la confusion et croit que Viktor Müller est Corner. Une nuit, de la Tour voit Müller avec la secrétaire Susanne Rauh et tire des conclusions hâtives. Il croit qu'elle connaît le vrai Miller et lui demande de lui accorder une entrevue avec Müller. Susanne est contrariée que Müller ne lui ait pas dit la vérité.
Müller ne comprend pas la confusion et le comportement de Susanne, il en parle à Miller. Au moment d'un toast au bar, il découvre la vraie identité de Corner. Légèrement ivre, il lui promet de se faire encore passer pour Müller/Miller. Après que Henning leur a remis sa collection de timbres, les deux escrocs comprennent que Müller n'est pas Corner. Pour se débarrasser du passager clandestin, de la Tours et von Westen tentent de faire passer le passager clandestin par-dessus bord. Mais Victor, qui croit maintenant que Susanne serait la complice des deux hommes, parvient à leur échapper au dernier moment.
Le lendemain, le Bremen entre dans le port de New York. Le marquis de la Tours et le baron von Western sont très anxieux. La policière Distelmann, qui voyage incognito, parvient à arrêter les deux escrocs. De même, elle emmène le "passager clandestin" Viktor Müller qui a récupéré la collection de timbres de M. Henning. Mais par surprise, il présente son billet de première classe. Tout s'explique : Müller est en vérité un journaliste en reportage où il devait se faire passer pour un passager clandestin. Susanne et Viktor se tombent dans les bras.

## Fiche technique
- Titre : Spiel an Bord
- Réalisation : Herbert Selpin
- Scénario : Herbert Selpin, Walter Zerlett-Olfenius (de)
- Musique : Michael Jary, Heinrich Strecker
- Direction artistique : Erich Czerwonski
- Photographie : Bruno Timm (de)
- Son : Bruno Suckau
- Montage : Alexandra Anatra
- Production : Martin Pichert (de)
- Sociétés de production : Neucophon Tonfilm-Produktion
- Société de distribution : Terra-Filmverleih
- Pays d'origine :  Reich allemand
- Langue : allemand
- Format : Couleur - 1,37:1 - Mono - 35 mm
- Genre : Comédie
- Durée : 82 minutes
- Dates de sortie :
  - Troisième Reich : 3 novembre 1936.

## Distribution
- Viktor de Kowa : Viktor Müller
- Susi Lanner : Susanne Rauh
- Alfred Abel : I. C. Corner
- Hubert von Meyerinck : Le marquis de la Tours, un escroc
- Paul Heidemann : Le baron von Western, son complice
- Carsta Löck : Mlle Distelmann
- Jakob Tiedtke : M. Henning
- Erika Bert : Astrid, sa fille
- Ernst Waldow : Black, le secrétaire de Corner
- Günther Lüders : Un marin
- Erich Fiedler (de) : Un steward
- Hans Joachim Schaufuß (de) : Boy Horst
- Edith Meinhard : La première candidate pour le poste de secrétaire
- Max Wilmsen (de) : Un docker
- Fritz Draeger : Un steward
- Lothar Devaal : Un steward
- Kurt Lauermann : Un membre d'équipage
- Jutta von Remsky : La deuxième candidate pour le poste de secrétaire

## Histoire
Le film est l'adaptation de la pièce du même nom d'Axel Ivers présentée en 1935.
Le 14 août 1936, le Bremen quitte Bremerhaven. L'équipe du film est monté à bord comme des passagers sous pseudonymes : le réalisateur Herbert Selpin, le producteur Martin Pichert, les acteurs Viktor Kowarzik (Viktor de Kowa), Carsta Löck, Erika Bert, Mechthilde Reif (Susi Lanner), Alfred Abel (avec sa famille), Hans Joachim Schaufuß, le scénariste Walter Zerlett-Olfenius, le technicien du son Wilhelm B. Suckau (Bruno Suckau), le directeur de la photographie Bruno Timm.
À bord, il y a aussi l'actrice Luise Ullrich, qui n'a rien à voir avec le film.